# Toheeb Jimoh
Toheeb Jimoh (Londra, 15 aprile 1997) è un attore britannico.

## Biografia
Di origini nigeriane, nonostante sia nato in Inghilterra, ha vissuto parte dell'infanzia in Nigeria. Ha frequentato la Norwood School di Londra e la Guildhall School of Music and Drama. È noto soprattutto per il suo ruolo nella serie TV Ted Lasso e nel film per la TV Anthony, ma ha ricoperto un ruolo minore anche in The Feed. Nel 2023 è nel cast della serie Ragazze elettriche.

## Filmografia

### Cinema
- The French Dispatch of the Liberty, Kansas Evening Sun, regia di Wes Anderson (2021)

### Televisione
- London Kills - serie TV, episodio 2x01 (2019)
- Anthony - film TV (2019)
- The Feed - serie TV (2019)
- Ted Lasso - serie TV, 34 episodi (2020-2023)
- Ragazze elettriche (The Power) – serie TV, 9 episodi (2023)

## Teatro
- Romeo e Giulietta di William Shakespeare, regia di Rebecca Frecknall. Almeida Theatre di Londra (2023)
- Player King, da Enrico IV, parte I e parte II di William Shakespeare, adattamento e regia di Robert Icke. Duke of York's Theatre di Londra (2024)

## Riconoscimenti
- Premio Emmy
  - 2022 - Candidatura al miglior attore non protagonista ina una serie commedia per Ted Lasso
- Screen Actors Guild Award
  - 2021 - Candidatura al miglior cast in una serie commedia per Ted Lasso
  - 2022 - Miglior cast in una serie commedia per Ted Lasso

## Doppiatori italiani
Nelle versioni in italiano delle opere in cui ha recitato, Toheeb Jimoh è stato doppiato da:
- Ezzedine Ben Nekissa in Ted Lasso
- Niccolò Guidi in The French Dispatch
- Marco Giansante in Ragazze elettriche